# Звірове
Зві́рове — село Покровської міської громади Покровського району Донецької області, в Україні. У селі мешкає 1037 людей.

## Загальні відомості
Відстань до райцентру становить близько 7 км і проходить автошляхом місцевого значення. Село постраждало внаслідок Геноциду-Голодомору українського народу, проведеного урядом СРСР 1932—1933.

## Історія
На плані геренального межування Бахмутського повіту (1831 рік) у Сазоновій балці вже були вказані 2 безименні хутори - на південно-західній околиці сучасного Звірового та на схід від нього. Станом на 1854 рік, на лівому схилі Сазонової балки числилися: власницьке село Надєждіна (Комишуватка, Сазонова, - 13 дворів, 70 мешканців); власницький хутір Красногорівський (1 двір, 17 жителів). У Сазоновому знаходилася садиба власниці Лариної М.В. (відомості за 1886 рік). Правий схил балки Сазонова знаходився у власності громади села Гришине.
У 1899-1900 роках на правому схилі Сазонової балки проводили геологічну розвідку В.І.Хлопицький та І.П.Табурно. Були відкриті потужні поклади вугілля на землях села Гришине, у тому числі - по пласту g3 "Бахіревський". Перші шахти були закладені між балками Тернова і Глибокий Яр, серед яких слід зазначити шахту Табурно, з якої в 1901-1902 роках відвантажили 2,5 вагони вугілля. Шахта була передтечею капітального рудника Західно-Донецького кам'яновугільного товариства, який працював тут до середини 20-х років. У грудні 1917 року для потреб рудника тут було відкрито тупикову залізничну станцію Сазонове й під'їзну колію до станції Чунишине.
Станом на 1928 рік, на правому схилі Сазонової балки в районі сучасного Звірового числяться хутори Звєрєв № 1, Чинника і Костирі, а також селище Західно-Донецького рудника. Станом на 1937 рік тут числяться також хутір Батраки на правому схилі та хутір Андрієвський на лівому схилі балки Сазонова.

## Населення

### Мова
Розподіл населення за рідною мовою за даними перепису 2001 року:
| Мова            | Кількість | Відсоток |
| --------------- | --------- | -------- |
| українська      | 902       | 86.98%   |
| російська       | 125       | 12.05%   |
| румунська       | 2         | 0.19%    |
| білоруська      | 1         | 0.10%    |
| інші/не вказали | 7         | 0.68%    |
| Усього          | 1037      | 100%     |

За даними перепису 2001 року населення села становило 1037 осіб, із них 86,98 % зазначили рідною мову українську, 12,05 % — російську, 0,19 % — молдовську та 0,1 % — білоруську мову.